# Sebastian Köber
Sebastian Köber (Francoforte sull'Oder, 28 maggio 1979) è un pugile tedesco.

## Palmarès

### Olimpiadi
- 1 medaglia:
  - 1 bronzo (Sydney 2000 nei pesi massimi)

### Mondiali dilettanti
- 1 medaglia:
  - 1 bronzo (Bangkok 2003 nei pesi supermassimi)

### Europei dilettanti
- 1 medaglia:
  - 1 bronzo (Perm 2002 nei pesi supermassimi)